# クロトゥルーディス独立映画協会
クロトゥルーディス独立映画協会（クロトゥルーディスどくりつえいがきょうかい 英: The Chlotrudis Society for Independent Films）はアメリカ合衆国の非営利団体。インディペンデント映画および世界の映画で優れた功績を挙げた作品に「クロトルーディス賞」を授与し表彰する。会員構成は「ボストン映画界」に連なる映画批評家、映画祭主催者、劇場・映画館上映者ならびにボストン駐在の領事館の代表者である。年次賞は2021年3月21日時点で第27回を数えた。設立者はマイケル・コルフォード（1994年）、飼い猫2頭の名前をつづり合わせて命名した（クロエとガートルーディス）。

## クロトゥルーディス賞
クロトルーディス賞は毎年恒例の表彰であり、1995年創設以来、協会の定款にしたがって受賞資格は「映画作品は上演実績が公開4週以内に全米1000スクリーン超を条件とする。映画祭限定で上映したり、公開がDVDリリースだった映画作品は対象外」とされる。
この賞を公に発表した初年は2000年である。授章式会場は例年、ブラトル劇場である（マサチューセッツ州ケンブリッジ市ハーバード・スクエア）。この賞ではアカデミー賞と同様に生演奏とダンスがつきもので、候補作と授賞作のクリップを上映し、授賞者がうやうやしく示す審査結果の封筒と、トロフィー（台座に乗った猫）が準備される。特別ゲストを招待する点も、アカデミー賞に似ている。
審査要件は「埋もれた名作賞」が最も厳密で、従来は協会会員が推薦する目安をアメリカ合衆国内の興行収入25万ドル未満かどうか、現在は名作でも観客に届かない作品を本賞の授与で救えるかどうかと定めている。

## 現行の各賞
- 最優秀映画賞
  - 2023年『After Yang』（英語）[2]
- 埋もれた名作賞
  - 2023年『Component Number 6』、フィンランドの作品[2]
- 最優秀監督賞　
  - #是枝裕和[3]、2010年、2015年。
  - 三池崇史（2012年ノミネート『十三人の刺客 』[4]）。
  - コゴナダ（2023年『アフター・ヤン』[2]）
- 最優秀女優賞[5][6]
  - ナオミ・ワッツ（2002年『マルホランド・ドライブ』[7]）
- 最優秀男優賞[8][9]
  - ジョン・キャメロン・ミッチェル（2002年『ヘドウィグ・アンド・アングリーインチ』[7]）
  - ハビエル・バルデム（2002年ノミネート『Before Night Falls』）[7]
  - #マッツ・ミケルセン（2014年、2021年）
- 最優秀助演女優賞　
  - 菊地凛子（2008年ノミネート『ブラザーズ・ブルーム』）
  - ローズマリー・デウィット（2012年ノミネート『Your Sister's Sister』（英語）[10]）。
- 最優秀オリジナル脚本賞
- 最優秀脚本賞（Best Adapted Screenplay）
  - 2021年『英雄の証明』[11]
  - 2023年『After Yang』[2]
- 映画音楽賞
- 最優秀編集賞
- 最優秀撮影賞
- 最優秀大道具賞（Best Production Design）　
  - 2023年『After Yang』[2]
- 最優秀配役賞
- 最優秀ドキュメンタリー賞[12]　
  - 2011年同時受賞『ビル・カニンガム&ニューヨーク』[13]、『Buck』[14]